# TAM Airlines
TAM Airlines (portugisisk: TAM Linhas Aéreas) er et Brasiliansk flyselskab, der siden 2012 indgår som en del af LATAM Airlines Groupe, med hovedsæde og Hub i São Paulo Guarulhos International Airport ved byen São Paulo. Det blev stiftet i 1961 under navnet Transportes Aéreos Marília (Marília lufttransport).
Det er det største flyselskab i landet, og flyver til over 63 destinationer. Flyselskabet har desuden været medlem af One World alliancen siden 2014.